# Kikar Ha-Halomot
Kikar Ha-Halomot (hebreu: כיכר המיואשים‎) és una pel·lícula israeliana del 2001 dirigida per Benny Toraty, comercialitzada internacionalment com Desperado Square. La pel·lícula va rebre el suport financer de la Fundació Yehoshua Rabinovitz de les Arts a Tel-Aviv. La banda sonora fou composta per Shem Tov Levi.

## Argument
Narra la història de Nissim Mandvon, que segueix el somni del seu pare de reobrir un antic cinema.

## Repartiment
- Yosef Shiloach
- Yona Elian
- Mohammed Bakri
- Uri Gavriel
- Nir Levy
- Ayelet Zurer

## Reconeixements
Aquell any, la pel·lícula va participar als Premis Ophir i va guanyar 5 categories, incloent Millor director (Benny Toraty) i Millor actor secundari (Yosef Shiloach). A més, la pel·lícula va guanyar el primer lloc al Festival de Cinema Mediterrani de Montpeller de 2001 i a la XXIII edició de la Mostra de València, en la que va guanyar la Palmera de Bronze i el Premi al millor guió.